# Gerald John Sebesky
Gerald John Sebesky (Perth Amboy, (New Jersey), 8 september 1941) is een Amerikaans componist, muziekpedagoog en dirigent.

## Levensloop
Sebesky studeerde aan de Manhattan School of Music in New York en behaalde aldaar zijn Bachelor of Music en zijn Master of Music. Verder studeerde hij aan de Kean Universiteit in Union (New Jersey) en aan de Columbia-universiteit in New York, waar hij zijn Master of Arts behaalde. Hij voltooide zijn studies aan de Universiteit van Hawaï in Manoa.
Hij was werkzaam als leraar aan middelbare scholen en aan universiteiten. Maar hij focusseerde zich op zijn werkzaamheden als componist, dirigent en lecturer in en buiten van de Verenigde Staten.  
Als componist schreef hij rond 350 werken, vooral voor harmonieorkest.

## Composities

### Werken voor harmonieorkest
- 1971 Concert Rock
- 1971 Go Down Moses
- 1972 We are fine Musicians
- 1974 March Winds
- 1974 Soulmates
- 1975 American Celebration
- 1975 Serenade
- 1976 First Tango For Trumpet
- 1976 Folk Songs U.S.A.
- 1976 The Donkey Dance
- 1977 Adagio
- 1977 Duelling Drummers
- 1977 The Blues Bells of Scotland
- 1978 Around the World With This Old Man
- 1978 Rumba-Rama
- 1979 Barry Lyndon Theme
- 1979 Close Encounters for Clarinets
- 1979 Fishy Scale Blues
- 1979 Saturday Night Disco
- 1979 Theme from "Barry Lyndon"
- 1980 A Tribute to Elvis
- 1980 Old England Suite
- 1980 The Disco Kid
- 1981 Drum and Bugle
- 1981 Merrily We Rock and Roll

- 1981 New Orleans Jazz
- 1982 Your Dreams Will Come True, voor gemengd koor en harmonieorkest
- 1983 The Happy Ending
- 1984 Soul-ar Powered Band
- 1985 Amazing Grace
- 1985 Swing and Sway
- 1986 European Tour
- 1986 Meet Mr. T
- 1987 A Portrait in Blues
- 1987 Beating The Blues
- 1987 If You Knew Sousa Like I Know Sousa
- 1987 The King of Swing
- 1988 Saved By The Bell
- 1988 Scherzo-phrenia
- 1988 The Big Surprise
- 2003 Ragtime Dance
- 2005 An Irish Medley
- 2005 Ode and Jubilation
- A Cool Christmas Gift
- A Fugue With Riffs
- Band On Parade
- BASIEcally Blues
- Bein Green
- Blue Suede Shoes - tekst: Carl Perkins
- Cool Jazz Riffs

- Christmas (w)rapping
- Disco'nected Drummer
- Eye of the Tiger
- Fanfare And Procession
- Funky See, Funky Do
- "California Dreamin'"
- I Want to Hold Your Hand
- Magic Flutes
- Mambo Mania
- Many Christmas Greetings
- Passacaglia and Interlude
- Patriotic Salute
- Play It Cool for Santa
- Polish Dance No. 1
- Pride in the U.S.A.
- Rockin' Aroundf
- Rockin' Robin
- Salsa es caliente
- Skip To My Blues
- The Best of Beethoven, Brahms, and Bach
- The Marching Band Blues
- The Preacher
- The Spanish Matador
- Tribute to Martin Luther King

### Werken voor jazz-ensemble
- It's A Dueling Band, Joe!
- Lumpy Lemonade
- Midnight Crawl
- Soulful Moments
- The Funky Donkey
- We're Truckin' On

### Werken voor koren
- March Of Christmas Children, voor vrouwenkoor

### Filmmuziek
- 1990 Waiting for the Light

- Library of Congress Control Number: no2015111330
- Virtual International Authority File: 317285159
- WorldCat: E39PBJdmjM3VhWf7MKKMffQrMP